# Karolína Plíšková
Karolína Plíšková (en la actualidad oficialmente Karolína Hrdličková, Louny, 21 de marzo de 1992) es una jugadora profesional de tenis checa. Su mejor clasificación WTA a nivel individual es la número 1 del mundo —posición que alcanzó en julio de 2017 y que mantuvo durante 9 semanas—; ha ganado 17 títulos WTA y 10 títulos ITF.
En la modalidad de dobles fue la número 11 del mundo, a la que llegó en octubre de 2016, y cuenta con 5 títulos WTA y 6 a nivel ITF.

## Vida personal
Karolina nació en Louny, República Checa, sus padres son Radek Plisek y Martina Plíškova. Tiene una hermana gemela, Kristýna, quien también es jugadora de tenis y dos minutos mayor que ella, también tiene una hermana pequeña llamada Elsa. Actualmente vive en Monte Carlo con su esposo y mánager, Michal Hrdlicka, con quien empezó a salir desde 2016.
Su equipo actual está conformado por el entrenador Leoš Friedl, la ucraniana Olga Savchuk como entrenadora secundaria, el croata Azuz Simcich como entrenador físico y el español Salvador Martín como su fisioterapeuta.

## Carrera

### Inicios de Carrera (2007-2011)
En mayo de 2007, a la edad de 15 años, Karolina hizo su debut en el tour WTA , jugando en un torneo local en Praga. En abril de 2008, obtuvo su primer título en individuales a nivel ITF 10K, derrotando a la francesa Florence Haring por 6-4, 7-5. A finales del mismo mes volvió a jugar en el torneo en Praga donde pudo vencer a Alicia Molik y Kaia Kanepi , llegando a cuartos de final, donde perdió ante Victoria Azarenka. Durante el 2009 ganó dos títulos a nivel ITF 25K, en mayo en el torneo en Grado, Italia derrotando a la alemana Julia Schruff por 7-6, 7-5 y en septiembre en el torneo de Noto, Japón derrotando a la local Shiho Hisamatsu por 3-6, 7-6, 7-6. 
En enero de 2010, ganó el  Abierto de Australia en modalidad Júnior, derrotando a la británica Laura Robson en parciales de 6-1. 7-6.  En esa temporada, también llegó a 3 finales a nivel ITF, ganando dos de ellas, una en el 50K en Gifu, Japón derrotando a Sun Shengnan por 6-3, 3-6, 6-3 y en el 25K de Glaslow, Inglaterra ante Eirini Georgatou por 3-6, 6-0, 6-3.
En 2011 llegó a 6 finales individuales nivel ITF, ganando únicamente dos de ellas, ambas nivel 25K en el mes de octubre, derrotó a Erika Sema 6-7, 6-2, 6-0 y a Junri Namigata por 6-2, 7-6 respectivamente. A nivel dobles ganó su primer título a nivel ITF 25K Rancho Mirage, Estados Unidos con su hermana Kristyna, derrotando a Nadedja Guskova & Sandra Zaniewska por 6-7, 6-1, 6-4.

### 2012-2014
Durante la temporada de 2012 Karolina  jugó su primer Grand Slam a nivel sénior en el Torneo de Roland Garros 2012. Para clasificar, derrotó a Dia Evtimova, Tamaryn Hendler y Laura Robson, sin embargo fue derrotada en la primera ronda por la número ocho del mundo Marion Bartoli en dos sets 6-3, 6-3. Así mismo jugó en el cuadro principal de Wimbledon tras ganar en las rondas calificatorias pero cayó en primera ronda ante Sloane Stephens por 6-2, 6-2. 
En el 2013, Plíšková comenzó el año en Brisbane International. Sin embargo, ella perdió contra Olga Puchkova en la primera ronda en dos sets. Luego, en el torneo de Apia International Sídney se clasificó, superando a Alexandra Panova, Irina Falconi y Estrella Cabeza Candela. En la primera ronda perdió ante la tercera cabeza de serie, Sara Errani. Plíšková ganó su primer título individual a nivel WTA en el internacional del Malaysian Open, derrotando a la estadounidense Bethanie Mattek-Sands por 1-6, 7–5, 6–3, entrando por primera vez dentro del top 100.
En el 2014, durante el Australian Open logró pasar a segunda ronda tras derrotar a Pauline Parmentier por 6-1, 6-0, cayendo en segunda ronda ante Daniela Hantchova tras un largo partido por 3-6, 6-3, 10-12. En el mes de septiembre logró tres finales más (2 en singles y 1 en dobles), perdiendo en Hong, Kong ante Sabine Lisicki por 5-7, 3-6 pero ganando el título en dobles junto con Kristyna Pliskova por 6-2, 2-6, 12-10. Posteriormente ganaría el torneo en el Corea Open ante Varvara Lepchenko por 6-3, 6-7, 6-2 para sumar su segundo trofeo a nivel WTA.

### 2015-2019
Karolina comenzó la temporada llegando a la final de Sídney, perdiendo ante Petra Kvitova por 6-7, 6-7, en las semanas posteriores alcanzaría la tercera ronda del Australian Open por primera vez, cayendo ante Ekaterina Makarova por 4-6, 4-6. En febrero hizo su debut en el torneo de la FedCup donde República Checa enfrentó a Canadá por su pase a la semifinal, Pliskova debutó con dos victorias, sellando el pase de su país a las semifinales con marcador final de 4-0. Ese mismo mes llegó a su octava final WTA en Dubái, cayendo ante Simona Halep por 4-6, 6-7, pese a no ganar el título los puntos obtenidos la metieron al Top 20 por primera vez.
En noviembre se clasificó al Torneo WTA Elite Trophy, donde llegaría a la final pero caería ante Venus Williams por 5-7, 6-7. Pliskova terminó su temporada  jugando en la final de Fed-Cup donde República Checa se enfrentó a Rusia, ganando un punto importante al derrotar a Anastasia Pavlyuchenkova y forzar un partido decisivo de dobles, donde hizo equipo con Barbora Strýcová, derrotando a Elena Vesnina y Anastasia Pavlyuchenkova por 4-6, 6-3, 6-2 para darle la victoria a su equipo con un marcador final de 3:2 para las Checas. Pliskova finalizó como #11 del mundo.
En febrero de 2016 participó en la Fed-Cup, donde se enfrentaban a Rumania, nuevamente Pliskova se pondría el papel de la jugadora más valiosa al ganar sus 3 partidos para dar la victoria a República Checa por 3:2 y avanzar a las semifinales. En marzo llegaría a su sexta final de dobles a nivel WTA en Indian Wells, junto con Julia Goerges; pero perderían ante Coco Vandewegue y Bethanie Mattek Sands. En abril participó en las semifinales de Fed-Cup donde enfrentaban a Suiza, venciendo a Timea Bacsinszky pero sorpresivamente caería ante Viktorija Golubic. En dobles junto a Hradecka darían la victoria a República Checa por 3:2.
En agosto ganó su sexto título tras derrotar a Angelique Kerber por 6-3, 6-1, negandole así la oportunidad de convertirse en #1 del mundo. Durante el abierto de Estados Unidos, Karolina daría el gran salto por primera vez a nivel Grand Slam, tras avanzar a la segunda semana por primera vez tras derrotar a Anastasia Pavlyuchenkova por 6-2, 6-4, en los cuartos de final tras un largo partido lograría una gran victoria ante Venus Williams por 4-6, 6-4, 7-6, en las semifinales logró derrotar a Serena Williams por 6-2, 7-6, sumándose a la lista de las pocas jugadoras que han logrado derrotas a ambas hermanas en un torneo de grand slam. Tras derrotas a Serena, Karolina ayudaría a que Angelique Kerber alcanzara el #1, después de que una semana antes se lo negara en Cincinnati. Karolina jugó su primera final ante Angelique Kerber, donde caería por 3-6, 6-4, 4-6.
La temporada del 2017 comenzó con el pie derecho, ganando su séptimo título individual en el torneo de Brisbane tras derrotar a Alizé Cornet por 6-0, 6-3. Durante el Australian Open lograría avanzar a la segunda semana por primera vez en su carrera, cayendo en los cuartos de final ante Mirjana Lucic Baroni por 4-6, 6-3, 4-6. En febrero consiguió su octavo título en singles, tras derrotar a Caroline Wozniacki por 6-3, 6-4 en la final del Catar Open.
En la temporada de césped, ganó su noveno título en individuales tras derrotar a Caroline Wozniacki por 6-4, 6-4 en la final de Eastbourne. Sin embargo, nuevaente fallaría en Wimbledon tras caer en la segunda ronda ante Magdalena Rybarikova. El 17 de julio se convertiría en la nueva número 1 del mundo, siendo la decimotercera jugadora en alcanzar este logro y la primera checa en lograrlo. En el Abierto de Estados Unidos lograría avanzar hasta los cuartos de final, cayendo ante Coco Vandewegue. Por segundo año consecutivo, Karolina clasificó para las WTA Finals en Singapur.
En el 2018, durante el Australian Open, Karolina llegaría a los cuartos de final perdiendo ante Simona Halep por 3-6, 2-6. A principios de agosto, Karolina se separó de Tomas Krupa tras una cooperación no exitosa, anunciando así que la Australiana Rennae Stubbs tomaría su lugar como entrenadora. En el Torneo de Cincinnati consiguió su primera victoria sobre Agnieszka Radwanska por 6-3, 6-3. Durante el Abierto de Estados Unidos lograría defender sus puntos del año previo, cayendo ante Serena Williams por 6-4, 6-3.
Durante la gira asiática, Pliskova sonseguiría su undécimo título al derrotar a Naomi Osaka por 6-4, 6-4, manteniendo así sus posibilidades para calificar a las WTA Finals al margen. Posterioromente aceptaría una WC para el torneo de Tianjin, donde llegó a la final pero perdió ante Caroline Garcia por 6-7, 3-6. En las Finales de Singapur, Karolina nuevamente avanzaría a semifinales tras derrotar a Petra Kvitova y Caroline Wozniacki en la fase grupos, perdiendo ante Sloane Stephens por 6-0, 4-6, 1-6. Karolina cerró la temporada clasificada #8 y en diciembre anunció que Conchita Martínez se uniría a su equipo como entrenadora junto a Rennae Stubbs.
La temporada del 2019, para Pliskova empezó con su duodécimo título en Brisbane tras derrotar a Lesia Tsurenko 4-6, 7-5, 6-2. En las siguientes semanas durante el Abierto de Australia lograría llegar a semifinales tras derrotas a Serena Williams por 6-4, 4-6, 7-5 después de estar abajo 5-1 en el set decisivo, completando un épico comeback, sin embargo caería en semifinales ante Naomi Osaka.
El 7 de noviembre mediante un comunicado a la prensa Checa, Karolina anunció el fin de su cooperación con Martínez como entrenadora, agradeciendo el tiempo que trabajaron juntas. El 26 de noviembre anunció que su nuevo entrenador sería el Venezolano Daniel Vallverdú (exentrenador de Dimitrov, Berdych y Wawrinka), quien trabajará por primera vez con una jugadora. En el mismo anuncio, se mencionó que Olga Savchuk se uniría a su equipo como entrenadora-secundaria para 2020.
Julio 2021: Llega a la final de Wimbledon.

### 2022
Para los inicios de la temporada 2022, el 15 de diciembre del 2021, anuncia que no va a participar del Abierto de Australia 2022. debido a unas lesiones que le han impedido iniciar su proceso de recuperación, por el cual no estará disponible para disputar algunos torneos en los primeros meses del año 2022.

## Torneos de Grand Slam

### Individual

#### Finalista (2)
| Año  | Campeonato        | Oponente en la final | Resultado        |
| 2016 | Abierto de EE.UU. | Angelique Kerber     | 3-6, 6-4, 4-6    |
| 2021 | Wimbledon         | Ashleigh Barty       | 3-6, 7-6(4), 3-6 |

## Títulos WTA (22; 17+5)

### Individual (17)
| Leyenda                                |
| Grand Slam (0)                         |
| WTA Tour Championships (0)             |
| WTA Elite Trophy (0)                   |
| P. Mandatory & Premier 5, WTA 1000 (2) |
| Premier, WTA 500 (9)                   |
| International, WTA 250 (5)             |

| N.º | Fecha                    | Torneo           | Superficie        | Oponente en la final  | Resultado           |
| --- | ------------------------ | ---------------- | ----------------- | --------------------- | ------------------- |
| 1.  | 3 de marzo de 2013       | Kuala Lumpur     | Dura              | Bethanie Mattek-Sands | 1-6, 7-5, 6-3       |
| 2.  | 21 de septiembre de 2014 | Seúl             | Dura              | Varvara Lepchenko     | 6-3, 6-7(5), 6-2    |
| 3.  | 12 de octubre de 2014    | Linz             | Dura (i)          | Camila Giorgi         | 6-7(4), 6-3, 7-6(4) |
| 4.  | 2 de mayo de 2015        | Praga            | Tierra batida     | Lucie Hradecká        | 4-6, 7-5, 6-3       |
| 5.  | 12 de junio de 2016      | Nottingham       | Hierba            | Alison Riske          | 7-6(8), 7-5         |
| 6.  | 21 de agosto de 2016     | Cincinnati       | Dura              | Angelique Kerber      | 6-3, 6-1            |
| 7.  | 7 de enero de 2017       | Brisbane         | Dura              | Alizé Cornet          | 6-0, 6-3            |
| 8.  | 18 de febrero de 2017    | Doha             | Dura              | Caroline Wozniacki    | 6-3, 6-4            |
| 9.  | 1 de julio de 2017       | Eastbourne       | Hierba            | Caroline Wozniacki    | 6-4, 6-4            |
| 10. | 29 de abril de 2018      | Stuttgart        | Tierra batida (i) | Coco Vandeweghe       | 7-6(2), 6-4         |
| 11. | 23 de septiembre de 2018 | Tokio (Pacífico) | Dura (i)          | Naomi Osaka           | 6-4, 6-4            |
| 12. | 6 de enero de 2019       | Brisbane         | Dura              | Lesia Tsurenko        | 4-6, 7-5, 6-2       |
| 13. | 19 de mayo de 2019       | Roma             | Tierra batida     | Johanna Konta         | 6-3, 6-4            |
| 14. | 29 de junio de 2019      | Eastbourne       | Hierba            | Angelique Kerber      | 6-1, 6-4            |
| 15. | 15 de septiembre de 2019 | Zhengzhou        | Dura              | Petra Martić          | 6-3, 6-2            |
| 16. | 12 de enero de 2020      | Brisbane         | Dura              | Madison Keys          | 6-4, 4-6, 7-5       |
| 17. | 11 de febrero de 2024    | Cluj-Napoca      | Dura (i)          | Ana Bogdan            | 6-4, 6-3            |

#### Finalista (17)
| N.º | Fecha                    | Torneo            | Superficie    | Oponente en la final | Resultado           |
| --- | ------------------------ | ----------------- | ------------- | -------------------- | ------------------- |
| 1.  | 4 de febrero de 2014     | Pattaya City      | Dura          | Ekaterina Makarova   | 3-6, 6-7(7)         |
| 2.  | 24 de mayo de 2014       | Núremberg         | Tierra batida | Eugénie Bouchard     | 2-6, 6-4, 3-6       |
| 3.  | 14 de septiembre de 2014 | Hong Kong         | Dura          | Sabine Lisicki       | 5-7, 3-6            |
| 4.  | 16 de enero de 2015      | Sídney            | Dura          | Petra Kvitová        | 6-7(5), 6-7(6)      |
| 5.  | 21 de febrero de 2015    | Dubái             | Dura          | Simona Halep         | 4-6, 6-7(4)         |
| 6.  | 21 de junio de 2015      | Birmingham        | Hierba        | Angelique Kerber     | 7-6(5), 3-6, 6-7(4) |
| 7.  | 9 de agosto de 2015      | Stanford          | Dura          | Angelique Kerber     | 3-6, 7-5, 4-6       |
| 8.  | 8 de noviembre de 2015   | Elite Trophy      | Dura (i)      | Venus Williams       | 5-7, 6-7(6)         |
| 9.  | 25 de junio de 2016      | Eastbourne        | Hierba        | Dominika Cibulková   | 5-7, 3-6            |
| 10. | 10 de septiembre de 2016 | Abierto de EE.UU. | Dura          | Angelique Kerber     | 3-6, 6-4, 4-6       |
| 11. | 14 de octubre de 2018    | Tianjin           | Dura          | Caroline Garcia      | 6-7(7), 3-6         |
| 12. | 30 de marzo de 2019      | Miami             | Dura          | Ashleigh Barty       | 6-7(1), 3-6         |
| 13. | 21 de septiembre de 2020 | Roma              | Tierra batida | Simona Halep         | 0-6, 1-2, ret.      |
| 14. | 16 de mayo de 2021       | Roma              | Tierra batida | Iga Świątek          | 0-6, 0-6            |
| 15. | 10 de julio de 2021      | Wimbledon         | Hierba        | Ashleigh Barty       | 3-6, 7-6(4), 3-6    |
| 16. | 15 de agosto de 2021     | Montreal          | Dura          | Camila Giorgi        | 3-6, 5-7            |
| 17. | 16 de junio de 2024      | Nottingham        | Hierba        | Katie Boulter        | 6-4, 3-6, 2-6       |

### Dobles (5)
| Leyenda                                |
| Grand Slam (0)                         |
| WTA Tour Championships (0)             |
| P. Mandatory & Premier 5, WTA 1000 (0) |
| Premier, WTA 500 (1)                   |
| International, WTA 250 (4)             |

| N.º | Fecha                    | Torneo      | Superficie    | Pareja             | Oponentes en la final                    | Resultado         |
| --- | ------------------------ | ----------- | ------------- | ------------------ | ---------------------------------------- | ----------------- |
| 1.  | 13 de octubre de 2013    | Linz        | Dura          | Kristýna Plíšková  | Gabriela Dabrowski Alicja Rosolska       | 7-6(6), 6-4       |
| 2.  | 24 de mayo de 2014       | Núremberg   | Tierra batida | Michaëlla Krajicek | Ioana Raluca Olaru Shahar Peer           | 6-0, 4-6, [10-6]  |
| 3.  | 13 de julio de 2014      | Bad Gastein | Tierra batida | Kristýna Plíšková  | Andreja Klepač María Teresa Torró        | 4-6, 6-3, [10-6]  |
| 4.  | 14 de septiembre de 2014 | Hong Kong   | Dura          | Kristýna Plíšková  | Patricia Mayr-Achleitner Arina Rodionova | 6-2, 2-6, [12-10] |
| 5.  | 19 de junio de 2016      | Birmingham  | Hierba        | Barbora Strýcová   | Vania King Alla Kudryavtseva             | 6-3, 7-6(1)       |

#### Finalista (2)
| N.º | Fecha               | Torneo       | Superficie    | Pareja            | Oponentes en la final                 | Resultado        |
| --- | ------------------- | ------------ | ------------- | ----------------- | ------------------------------------- | ---------------- |
| 1.  | 13 de julio de 2013 | Palermo      | Tierra batida | Kristýna Plíšková | Kristina Mladenovic Katarzyna Piter   | 1-6, 7-5, [8-10] |
| 2.  | 19 de marzo de 2016 | Indian Wells | Dura          | Julia Görges      | Bethanie Mattek-Sands Coco Vandeweghe | 6-4, 4-6, [6-10] |

## Circuito ITF

### Individual, finales (9-5)
| Leyenda            |
| ------------------ |
| Torneos de$100 000 |
| Torneos de $75 000 |
| Torneos de $50 000 |
| Torneos de $25 000 |
| Torneos de $10 000 |

| Finales por superficie |
| ---------------------- |
| Dura (2–2)             |
| Arcilla (3–3)          |
| Césped (0–0)           |
| Moqueta (4–0)          |

| Resultado   | N.º | Fecha                   | Torneos                   | Superficie   | Oponente          | Resultado           |
| ----------- | --- | ----------------------- | ------------------------- | ------------ | ----------------- | ------------------- |
| Campeona    | 1.  | 14 de abril de 2008     | Bol, Croacia              | Arcilla      | Florence Haring   | 6-4, 7-5            |
| Campeona    | 2.  | 25 de mayo de 2009      | Grado, Italia             | Arcilla      | Julia Schruff     | 7-6(2), 7-5         |
| Campeona    | 3.  | 7 de septiembre de 2009 | Noto, Japón               | Alfombra     | Shiho Hisamatsu   | 3-6, 7-6(2), 7-6(9) |
| Campeona    | 4.  | 26 de abril de 2010     | Gifu, Japón               | Arcilla      | Sun Shengnan      | 6-3, 3-6, 6-3       |
| Subcampeona | 1.  | 10 de mayo de 2010      | Kurume, Japón             | Arcilla      | Kristýna Plíšková | 7-5, 2-6, 0-6       |
| Campeona    | 5.  | 18 de octubre de 2010   | Glasgow 2, Reino Unido    | Dura         | Eirini Georgatou  | 3-6, 6-0, 6-3       |
| Subcampeona | 2.  | 30 de mayo de 2011      | Přerov, República Checa   | Arcilla      | Réka-Luca Jani    | 0-6, 3-6            |
| Subcampeona | 3.  | 11 de julio de 2011     | Darmstadt, Alemania       | Arcilla      | Mandy Minella     | 6-7(5), 2-6         |
| Campeona    | 6.  | 17 de octubre de 2011   | Makinohara, Japón         | Alfombra     | Erika Sema        | 6-7(5), 6-2, 6-0    |
| Campeona    | 7.  | 24 de octubre de 2011   | Hamanako, Japón           | Alfombra     | Junri Namigata    | 6-2, 7-6(4)         |
| Subcampeona | 4.  | 14 de noviembre de 2011 | Bratislava, Eslovaquia    | Dura         | Lesia Tsurenko    | 5-7, 3-6            |
| Subcampeona | 5.  | 28 de noviembre de 2011 | Vendryně, República Checa | Dura         | Amra Sadiković    | 7-5, 1-6, 6-7(5)    |
| Campeona    | 8.  | 30 de enero de 2012     | Grenoble, Francia         | Dura (i)     | Kristýna Plíšková | 7-6(11), 7-6(6)     |
| Campeona    | 9.  | 12 de noviembre de 2012 | Zawada, Polonia           | Alfombra (i) | Ana Vrljić        | 6-3, 6-2            |

### ITF circuito finales de dobles (6-6)
| Leyenda             |
| ------------------- |
| Torneos de $100 000 |
| Torneos de $75 000  |
| Torneos $50 000     |
| Torneos de $25 000  |
| Torneos de $10 000  |

| Finales por superficie |
| ---------------------- |
| Dura (4–4)             |
| Arcilla (1–2)          |
| Césped (0–0)           |
| Moqueta (1–0)          |

| Resultado   | N.º | Fecha                    | Torneos                       | Superficie   | Compañera           | Oponente                              | Resultado            |
| ----------- | --- | ------------------------ | ----------------------------- | ------------ | ------------------- | ------------------------------------- | -------------------- |
| Subcampeona | 1.  | 10 de mayo de 2010       | Kurume, Japón                 | Arcilla      | Kristýna Plíšková   | Sun Shengnan Xu Yifan                 | 0-6, 3-6             |
| Campeona    | 1.  | 13 de febrero de 2011    | Rancho Mirage, Estados Unidos | Dura         | Kristýna Plíšková   | Nadezhda Guskova Sandra Zaniewska     | 6-7(6), 6-1, 6-4     |
| Campeona    | 2.  | 30 de mayo de 2011       | Přerov, República Checa       | Arcilla      | Kateřina Kramperová | Liudmila Kichenok Nadia Kichenok      | 6-3, 6-4             |
| Subcampeona | 2.  | 11 de julio de 2011      | Darmstadt, Alemania           | Arcilla      | Hana Birnerová      | Natela Dzalamidze Anna Zaja           | 5-7, 6-2, 4-6        |
| Campeona    | 3.  | 1 de agosto de 2011      | Vancouver, Canadá             | Dura         | Kristýna Plíšková   | Jamie Hampton Noppawan Lertcheewakarn | 5-7, 6-2, 6-4        |
| Subcampeona | 3.  | 6 de noviembre de 2011   | Taipéi 5, Taiwán              | Dura         | Kristýna Plíšková   | Chan Yung-jan Zheng Jie               | 6-7(5), 7-5, 3-6     |
| Subcampeona | 4.  | 20 de noviembre de 2011  | Bratislava, Eslovaquia        | Dura         | Kristýna Plíšková   | Naomi Broady Kristina Mladenovic      | 7-5, 4-6, [2-10]     |
| Campeona    | 4.  | 23 de enero de 2012      | Andrézieux-Bouthéon, Francia  | Dura (i)     | Kristýna Plíšková   | Julie Coin Eva Hrdinová               | 6-4, 4-6, [10-5]     |
| Campeona    | 5.  | 30 de enero de 2012      | Grenoble, Francia             | Dura (i)     | Kristýna Plíšková   | Valentyna Ivajnenko Maryna Zanevska   | 6-1, 6-3             |
| Subcampeona | 5.  | 17 de septiembre de 2012 | Shrewsbury, Reino Unido       | Dura (i)     | Kristýna Plíšková   | Vesna Dolonc Stefanie Vögele          | 1-6, 7-6(3), [13-15] |
| Campeona    | 6.  | 12 de noviembre de 2012  | Zawada, Polonia               | Alfombra (i) | Kristýna Plíšková   | Kristina Barrois Sandra Klemenschits  | 6-3, 6-1             |
| Subcampeona | 6.  | 26 de noviembre de 2012  | Dubái, Emiratos Árabes Unidos | Dura         | Eva Hrdinová        | Maria Elena Camerin Vera Dushevina    | 5-7, 3-6             |

## Clasificación en torneos del Grand Slam

### Individual
| Torneos                        | 2012         | 2013         | 2014         | 2015         | 2016         | 2017         | 2018         | 2019         | 2020         | 2021         | 2022         | 2023         | 2024         | G–P       | Títulos   |
| ------------------------------ | ------------ | ------------ | ------------ | ------------ | ------------ | ------------ | ------------ | ------------ | ------------ | ------------ | ------------ | ------------ | ------------ | --------- | --------- |
| Grand Slam                     |              |              |              |              |              |              |              |              |              |              |              |              |              |           |           |
| Abierto de Australia           | Q1           | 1R           | 2R           | 3R           | 3R           | CF           | CF           | SF           | 3R           | 3R           | A            | CF           | 1R           | 26–11     | 0         |
| Roland Garros                  | 1R           | 1R           | 2R           | 2R           | 1R           | SF           | 3R           | 3R           | 2R           | 2R           | 2R           | 1R           |              | 14–12     | 0         |
| Wimbledon                      | 1R           | 2R           | 2R           | 2R           | 2R           | 2R           | 4R           | 4R           | NC           | F            | 2R           | 1R           |              | 18–11     | 0         |
| Abierto de Estados Unidos      | Q2           | 1R           | 3R           | 1R           | F            | CF           | CF           | 4R           | 2R           | CF           | CF           | 2R           |              | 29–11     | 0         |
| G–P                            | 0–2          | 1–4          | 5-4          | 4-4          | 9–4          | 14-4         | 13-4         | 13-4         | 4–3          | 13-4         | 6-3          | 5-4          | 0–1          | 87–45     | 0         |
| Juegos Olímpicos               |              |              |              |              |              |              |              |              |              |              |              |              |              |           |           |
| Juegos Olímpicos               | A            | No Celebrado | No Celebrado | No Celebrado | A            | No Celebrado | No Celebrado | No Celebrado | No Celebrado | 3R           | No Cele      | No Cele      |              | 2-1       | 0         |
| Torneos Finales de Año         |              |              |              |              |              |              |              |              |              |              |              |              |              |           |           |
| WTA Finals                     | A            | A            | A            | A            | RR           | SF           | SF           | SF           | A            | RR           | A            | A            |              | 7-8       | 0         |
| WTA Tournament of Champions    | A            | A            | A            | F            | A            | A            | A            | A            | No Celebrado | No Celebrado | No Celebrado | No Celebrado | No Celebrado | 3-1       | 0         |
| Torneos WTA 1000               |              |              |              |              |              |              |              |              |              |              |              |              |              |           |           |
| Doha                           | A            | A            | 2R           | NW1          | 1R           | NW1          | 3R           | NW1          | 3R           | NW1          | A            | NW1          | SF           | 7-4       | 0         |
| Dubái                          | No WTA 1000  | No WTA 1000  | No WTA 1000  | F            | NW1          | 2R           | NW1          | CF           | NC           | 3R           | NW1          | CF           |              | 11-4      | 0         |
| Indian Wells                   | Q1           | Q1           | 3R           | 4R           | SF           | SF           | CF           | CF           | NC           | 3R           | 2R           | 4R           |              | 21-9      | 0         |
| Miami                          | A            | 2R           | 1R           | CF           | 2R           | SF           | CF           | F            | NC           | 3R           | 2R           | 3R           |              | 18-10     | 0         |
| Madrid                         | A            | Q2           | 1R           | 2R           | 2R           | 2R           | SF           | 2R           | NC           | 2R           | 1R           | A            |              | 9-8       | 0         |
| Pekín                          | A            | A            | 1R           | 1R           | 3R           | 3R           | 1R           | 3R           | No Celebrado | No Celebrado | No Celebrado | A            |              | 6-6       | 0         |
| Roma                           | A            | A            | A            | 1R           | 1R           | CF           | 2R           | G            | F            | F            | 2R           | 2R           |              | 15-8      | 1         |
| Canadá                         | A            | Q1           | 2R           | 1R           | 3R           | CF           | 2R           | CF           | NC           | F            | SF           | 2R           |              | 16-9      | 0         |
| Cincinnati                     | Q2           | Q2           | Q1           | 3R           | G            | SF           | 2R           | CF           | 2R           | SF           | 2R           | 1R           |              | 15-8      | 1         |
| Wuhan                          | A            | A            | 3R           | CF           | 3R           | CF           | 3R           | 1R           | No Celebrado | No Celebrado | No Celebrado | A            |              | 8-7       | 0         |
| Guadalajara                    | No Celebrado | No Celebrado | No Celebrado | No Celebrado | No Celebrado | No Celebrado | No Celebrado | No Celebrado | No Celebrado | No Celebrado | 1R           | 2R           |              | 1-2       | 0         |
| Estadísticas                   |              |              |              |              |              |              |              |              |              |              |              |              |              |           |           |
| Torneos Jugados                | 9            | 27           | 30           | 26           | 17           | 18           | 23           | 19           | 9            | 18           | 19           | 20           | 5            | 237       | 237       |
| Finalista                      | 0            | 1            | 5            | 6            | 4            | 3            | 3            | 5            | 2            | 3            | 0            | 0            | 1            | 33        | 33        |
| Torneos Ganados                | 0            | 1            | 2            | 1            | 2            | 3            | 2            | 4            | 1            | 0            | 0            | 0            | 1            | 17        | 17        |
| Dura Ganados-Perdidos          | 11-9         | 16-17        | 41-20        | 37-19        | 28-15        | 39-12        | 32-16        | 35-12        | 9-6          | 23-12        | 11-12        | 14-13        | 10-3         | 286 - 152 | 286 - 152 |
| Tierra Batida Ganados-Perdidos | 6-3          | 3-7          | 9-4          | 7-3          | 6-5          | 9-5          | 12-4         | 8-3          | 5-2          | 8-4          | 5-6          | 2-3          |              | 73–51     | 73–51     |
| Hierba Ganados-Perdidos        | 3-1          | 3-3          | 3-3          | 6-3          | 10-3         | 6-1          | 5-3          | 9-2          | 0-0          | 6-3          | 3-3          | 1-3          |              | 47–26     | 47–26     |
| Ganados-Perdidos               | 20-13        | 22-27        | 53-28        | 50-25        | 41-21        | 53-18        | 49-23        | 52-17        | 14-8         | 39-19        | 19-21        | 17-19        | 10-3         | 402 - 228 | 402 - 228 |
| Ranking                        | 120          | 67           | 24           | 11           | 6            | 4            | 8            | 2            | 6            | 4            | 32           | 37           |              | N/A       | N/A       |

### Dobles
| Torneos                   | 2012 | 2013 | 2014 | 2015 | 2016 | 2017 | G–P   |
| ------------------------- | ---- | ---- | ---- | ---- | ---- | ---- | ----- |
| Grand Slam                |      |      |      |      |      |      |       |
| Abierto de Australia      | A    | A    | 1R   | 1R   | SF   | 1R   | 4–4   |
| Roland Garros             | A    | 1R   | 1R   | 2R   | 3R   | A    | 3–4   |
| Wimbledon                 | A    | 1R   | 1R   | 1R   | SF   | A    | 4–4   |
| Abierto de Estados Unidos | 1R   | 1R   | 1R   | 1R   | 3R   | A    | 2–4   |
| G–P                       | 0–1  | 0–3  | 0-4  | 1-4  | 12–4 | 0–1  | 13–17 |